# Tüskevár (regény)
A Tüskevár Fekete István 1957-ben megjelent regénye, amely két nyolcadikos fiú nyári vakációját írja le a Kis-Balaton környéki nádasban. Folytatása 1959-ben jelent meg Téli berek címmel. 2005-ben A Nagy Könyv szavazáson a regény egyike volt Magyarország 12 legnépszerűbb könyvének.

## Keletkezése
Fekete István 1953-ban kezdett foglalkozni egy a berekben játszódó regény gondolatával Tildy Zoltán fotóművész hatására. Matula alakja azonban már az 1946-ban megjelent, Egy csillag van csak az égen… című elbeszélésben is szerepel; ez az elbeszélés számos epizódot tartalmaz a későbbi regényből. 1953 második felében el is kezdte az írást, azonban munkája mellett (akkoriban halászati oktatóként dolgozott Kunszentmártonban) kevés ideje volt az alkotásra. 1954. februárban, amikor egy influenza miatt ágyba kényszerült, ismét elkezdte a levelezésében kisbalatoni regénynek aposztrofált művet, de ebből csak a bevezetést tartotta meg, és 1956-ig nem is folytatta. Végül 1956 április–májusban, a Diás-szigeti alkotóházban írta meg a regény nagy részét, ősszel tovább dolgozott rajta, és a tél folyamán fejezte be. Az első változatnak még Matula bácsi iskolája volt a címe, de az író 1956. július közepétől már Tüskevár címen emlegette levelezésében. Noha Veszprém vármegyében létezik Tüskevár nevű település, a regénybeli Tüskevár azonban valószínűleg a Zala vármegyei Zalavár. A regény írása közben Fekete István számos tájékoztatást kért és kapott a környéken élő  Dalányi Józseftől, és az ő társaságában többször is járt a vidéken.
A regény folytatása, a Téli berek után az olvasók és a kiadó azt várták, hogy harmadik rész is készül, de az író nem akarta trilógiává kiegészíteni művét.

## Műfaja
A kortárs kritika a regényt (Fekete István más műveivel együtt) az ifjúsági irodalom kategóriába sorolta, amelyben közrejátszott az is, hogy az Ifjúsági, utóbb a Móra Ferenc könyvkiadó adta ki műveit. Újabban fejlődésregénynek tartják; egy 2000-ben megjelent cikk például Goethe Wilhelm Meister tanulóévei című regényéhez hasonlítja.

## Cselekménye
Egy hetedikes diák, Ladó Gyula Lajos („Tutajos”) és barátja, Pondoray Béla („Bütyök”) egy nyárra Tutajos nagybátyjához kerül, aki az öreg pákász, Matula Gergely gondjaira bízza őket, akinél a fiúk megtanulják, mit jelent a berekbeli élet.
Béla mosónő édesanyjával egyszerű életet él (mozdonyvezető édesapja meghalt), míg Gyula körülményei „elitnek” mondhatók a mérnök szülőkkel, valamint a gondoskodó nagynénivel (Piri mama). Gyula családtagjai nélkül, egyedül indul a Kis-Balatonra nyaralni, barátja csak később indul utána, amikor az édesanyja gyógyfürdőbe megy.
A városi életből kiszabadult Tutajos először romantikus helynek képzeli el a balatoni lápot, és úgy gondolja, hogy saját maga is eleget tud az ottani életről. Azonban több leckét kap: Matula tanácsa ellenére szandálban indul a mocsárba, így a sás és a tüske felsérti a lábát; Matula tanácsa ellenére leveti az ingét a tűző napon, estére leég, és Nancsi néni ápolására szorul; egyik ujját majdnem elveszíti, amikor a kifogott csuka szájához nyúl, hogy kivegye a horgot. Ugyanakkor elméletben is tájékozódik a berek állatairól Lovassy Sándor Magyarország gerinces állatai és gazdasági vonatkozásaik című könyvéből.
Bütyök érkezésekor Tutajos már hozzászokott a felelősségteljes élethez, s Matula rábízza Bütyök betanítását is. A két fiú együtt csinál mindent. Amikor a nádasban horgásznak, elkapja őket a jégzivatar, mivel nem veszik észre a viharfelhőket. A két fiú hosszabb idő alatt ér csak fedezékbe, eközben megsérülnek a lehulló jégdaraboktól. Tutajos tüdőgyulladást kap, míg felgyógyul, addig Bütyök Istvánnak segít a gazdaságban, a takarmányt mázsálja a mérlegen, közben pedig utoléri őt az első szerelem is.
A nyár végére a fiatalok megerősödnek, főleg Tutajos, aki a szünet elején még gyenge kisgyermek volt. A két fiú visszatér Budapestre, újra elkezdődik az iskola, találkoznak osztálytársaikkal, és újra megkezdődik a mindennapi élet. Most kezdődik el a nyolcadik osztály.

## Szereplői
- Ladó Gyula Lajos („Tutajos”)
- Pondoray Béla („Bütyök”)
- Matula Gergely – öreg csősz, pákász
- István bácsi – főagronómus, Tutajos anyjának testvére
- Náncsi néni – István bácsi szakácsnője
- Piri mama – Tutajos nagynénje
- Ladó Gyula Ákos – Tutajos édesapja
- Terka – Tutajos édesanyja
- Pondoray néni – Bütyök édesanyja
- Kengyel – számtantanár
- Kengyelné Éva – a számtantanár felesége
- Szanyadi Katalin – Bütyök szerelme
- Acél, Avas, Csillik, Dubovánszky, Janda, Sós, Wallenberg – Tutajos és Bütyök iskolai osztálytársai
- Csikasz – Matula kutyája

## Eszmevilága
A regény szembeállítja a hagyományos (feudális) értékeket őrző vidéki létformát az ezeket elhagyó várossal. A városiak (Gyula szülei) lenézik a parasztságot és a vidéki életet. A vidéki élet fontos vonása a férfiúi tekintély, amelynek nincs szüksége magyarázkodásra, és amelyet a könyvben István bácsi és Matula képviselnek. A nők inkább csak a férfiak kiegészítőjeként jelennek meg, sokat fecsegnek, hiúk a főztjükre (de igazán főzni csak a férfiak tudnak), értelmes érvekkel nem lehet hatni rájuk.
Noha a könyv 1957-ben jelent meg, és cselekménye hangsúlyozottan a jelenben zajlik, szereplői nem a Kádár-korszak eleji szociálpolitika által preferált társadalomképet követik. A Ladó család elődei nemesemberek, a család a háború előtt és a cselekmény idejében is az értelmiségi középosztályhoz tartozik. Egyes utalásokból kiderül, hogy István bácsi, aki agronómus egy állami gazdaságban, korábban gazdatiszt lehetett. A kevésbé tehetős rétegek képviselői (Pondorayné, Matula, Nancsi néni) az 1950-es években is megtartják korábbi értékrendjüket és életmódjukat. A regényben bemutatott világ továbbra is gazdasági hierarchia szerint szerveződik: szegényekből és tehetősekből áll. Sánta Gábor szerint „Az író hiteles társadalomrajzra törekedett a történet megfogalmazásakor, miközben – igaz, alig feltűnően, de – hitet tett egy politikai rendszerektől független értékrend mellett.”

## Fogadtatása és utóélete
Fekete Istvánt ezért a művéért 1960-ban József Attila-díjjal tüntették ki. A regény első megjelenését követően számos kiadást ért meg (1960, 1962, 1964, 1966, 1969, 1970, 1972, 1974, 1976, 1977, 1978, 1979, 1981, 1982, 1984, 1985, 1986, 1987, 1988, 1990, 1991, 1993, 1994, 1995, 1996, 1997, 1998, 1999, 2000, 2001, 2002, 2003, 2004, 2005, 2006, 2007, 2008, 2009, 2010, 2012, 2013, 2015, 2016, 2017, 2018, 2019, 2020, 2021, 2022, 2023). 1965-ben német, 1973-ban orosz, 1974-ben szlovák, 1975-ben lengyel, 1981-ben bolgár, 1981-ben lett, 2011-ben angol nyelven is kiadták. 1962-ben kötelező olvasmány lett kisiskolások számára, és évtizedeken át az is maradt.  2005-ben A Nagy Könyv szavazáson a regény Magyarország 11. legnépszerűbb könyve lett.
A regény kéziratát 2018-ban egy árverésen 21,5 millió forintért adták el.
2015-ben a Regénytár.hu pályázatot írt ki Matula bácsi fiatalkorának megírására. A leghitelesebb történet nívódíját Füstös Gábornak ítélték.

### Feldolgozásai
A könyvből 1966-ban Fejér Tamás rendezésében televíziós sorozat készült.
A Móra Könyvkiadó 2009-ben hangoskönyvet készített a regényből, mely Széles Tamás előadásában hallható.
2011-ben Balogh György rendező és Gulyás Ákos operatőr elkészítették az 1966-os filmsorozat remake-jét.
2020-ban a kaposvári Csiky Gergely Színház színpadra vitte a regényt Olt Tamás rendezésében.